# Oulu (prowincja)
Oulu była jedną z 6 prowincji Finlandii. Graniczyła z prowincjami Laponia, Finlandia Zachodnia i Finlandia Wschodnia. Stolicą prowincji było Oulu. Zajmowała teren historycznego regionu Österbotten.

## Historia
Prowincja Oulu powstała w 1775. Od początku XIX w. aż do 1936 do prowincji należała część Laponii. Została zniesiona 1 stycznia 2010 r.

## Regiony
Prowincja Oulu była podzielona na 2 regiony.
- Ostrobotnia Północna (Norra Österbotten)
- Kainuu (Kajanaland)